# Jonas Bruck

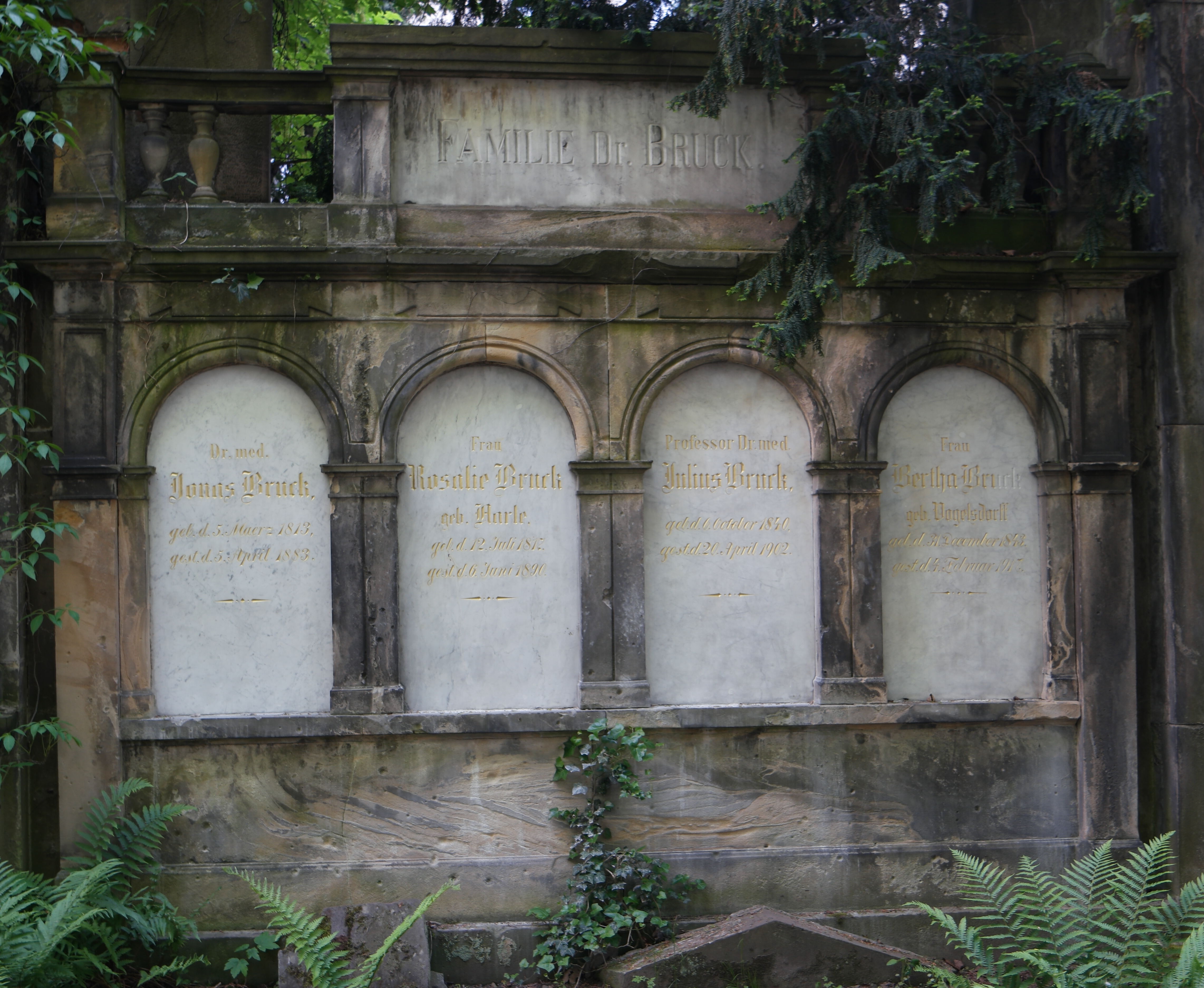
Grab von Jonas Bruck auf dem Alten Jüdischen Friedhof in Breslau

Jonas Bruck (* 5. März 1813 in Ratibor, Oberschlesien; † 5. April 1883 in Breslau) war ein deutscher Zahnarzt, Buchautor und Träger des Kronenordens 4. Klasse.

## Leben und Wirken
Jonas Bruck studierte Zahnmedizin und Chirurgie an der Friedrich-Wilhelms-Universität zu Berlin und hat sich im Jahr 1840 mit eigener Zahnarztpraxis in Breslau angesiedelt. Unter dem Einfluss des Breslauer Chirurgen Prof. Albrecht Theodor Middeldorpf verfasste er im Jahr 1864 sein Hauptwerk Die Galvanokaustik in der zahnärztlichen Praxis. Unter der Galvanokaustik wurde eine Operationsmethode verstanden, bei der speziell konstruierte chirurgische Instrumente, die mit einem Platinglühdraht versehen waren, mittels galvanisch erzeugten Stroms in die Glühhitze versetzt werden konnten. Auf diese Weise nahm man insbesondere Trennungen und Zerstörungen von Geweben und die Koagulation von Gefäßen zur Blutstillung vor. Weniger erfolgreich waren Brucks 1867 unternommenen Versuche, mittels eines in den Mastdarm eingebrachten Platingrühdrahts mit Wasserkühlung eine als Diaphanoskopie durchgeführte Untersuchung der Harnblase durchzuführen.
Seit dem Jahr 1856 war er Mitglied der Kaiserlichen Leopoldinischen Carolinischen Deutschen Akademie der Naturforscher, Vorsitzender des Breslauer Zahnärztlichen Vereins, publizierte in der Zeitschrift Der Zahnarzt und erhielt für seine wissenschaftlichen Leistungen mehrere Auszeichnungen, unter anderen den Preußischen Königlichen Kronenorden IV. Klasse.
Die Mazewa befindet sich auf dem Alten Jüdischen Friedhof in Breslau (polnisch: Wrocław). Sein Sohn und Assistent war der Zahnmediziner Julius Bruck.

## Werke
- Ueber Zahnkrankheiten und das zahnärztliche Verfahren. Breslau 1840.
- Praktische Bemerkungen über das Plombiren karioser Zähne, vom Bruck, praktischen Zahnarzte in Breslau. Der Zahnarzt, Erster Jahrgang, Verlag Albert Förstner, Breslau 1846.
- Die Ursachen der Zahnverderbnis mit Berücksichtigung der endemischen Einflüsse Breslau’s. Julius Hainauer, Breslau 1852.
- Lehrbuch der Zahn-Heilkunde. (englisch). Pl. VIII, Berlin 1856.
- Die scrofulöse Zahnaffection. Albert Förstner, Leipzig 1857.
- Lehrbuch der Zahn-Heilkunde. Zweite Auflage, Albert Förstner, Leipzig 1861.
- Operative Zahn-Heilkunde. Albert Förstner, Leipzig 1861.
- Diätetik der Zähne. Albert Förstner, Leipzig 1861.
- Die Galvanokaustik in der zahnärztlichen Praxis. Arthur Felix, Leipzig 1864.
- Zur Reformfrage des zahnärztlichen Standes. Eine mit Rücksicht auf das von einem königlichen preußischen Ministerio der geistlichen Unterrichts- und Medizinal-Angelegenheiten geforderte Gutachten, verfasste Denkschrift. Arthur Felix, Leipzig 1865.